# Малая Арметка
Малая Арметка (Малая Арметовка, Армет) (баш. Кесе Əрмет) — река в Башкортостане на Южном Урале, правый приток Зигана.

## Описание
Длина реки составляет 18 км. Исток в лесах в 6,5 км к западу от деревни Кургашла на юге Гафурийского района (высота истока — 297,2 м абс.). В верховьях река носит название Арметка. Течёт на юг вдоль восточного склона хребта Бииктау, к западу от горы Бииктюбе. Среднее и нижнее течения проходят по Ишимбайскому району — здесь по берегам на треть длины реки протянулись сёла Верхнеарметово и Нижнеарметово. Впадает в Зиган по правому берегу в 53 км от его устья.
По реке проходит западная граница Ишимбайского заказника.
Этимология
Название реки, вероятно, восходит к индоиранскому субстрату в башкирской гидронимии, а именно носит имя индоиранской богини Арматай, Армаити. Это слово, возможно, имеет параллель в санскрите: amrta — «бессмертный», «мир богов», «бессмертие», «напиток бессмертия», «нектар», «целебный напиток», «вода», «молоко».

## Данные водного реестра
По данным государственного водного реестра России относится к Камскому бассейновому округу, водохозяйственный участок реки — Белая от города Стерлитамак до водомерного поста у села Охлебино, без реки Сим, речной подбассейн реки — Белая. Речной бассейн реки — Кама.
Код водного объекта в государственном водном реестре — 10010200712111100018548.